# George Huntington
George Huntington, né le 9 avril 1850 et mort le 3 mars 1916, était un médecin de famille américain dont le nom est associé à la maladie de Huntington (ou chorée de Huntington, moins usité) dont il fait la première description détaillée alors qu'il n'était âgé que de 22 ans.

## Biographie
Son père, George Lee Huntington (1811-1881) et son grand-père, Abel Huntington (1778-1858), étaient tous deux médecins de famille à East Hampton sur Long Island, près de New York. Ils avaient ainsi l'opportunité de suivre dans cette zone géographique des familles sur plusieurs générations, voire d'accéder à l'histoire médicale plus reculée d'une famille à travers les souvenirs de leurs descendants. George Huntington fils, synthétisant ses propres observations et celles de ses aînés, put ainsi rendre compte avec une précision et une pertinence sans précédent d'une chorée inhabituelle et rare, de forme héréditaire, pouvant être associée à des signes de folie et de suicide et touchant les individus à l'âge adulte.
À l'âge de 22 ans, un an après avoir obtenu son diplôme de médecine à l'Université Columbia de New York, et alors qu'il exerçait dans la ville de Pomeroy dans l'Ohio, George Huntington rédigea sur ce sujet et avec la collaboration de son père une communication savante qu'il présenta d'abord oralement devant l'Académie de Médecine des comtés de Meigs et Mason (Middleport, en Ohio), le 15 février 1872. Un peu plus tard, le 13 avril 1872, le texte fut publié dans le Medical and Surgical Reporter de Philadelphie.
Signalant le jalon formel et fondamental que ce compte-rendu constitue, William Osler écrit que « dans l'histoire de la médecine, il n'y a que peu d'exemples pour lesquels une maladie fut décrite avec tant de précision, de sens graphique ou de concision.»,
En 1874, George Huntington retourna exercer la médecine à Duchess County, New York.
George Huntington est parfois confondu à tort avec George Sumner Huntington (1861-1927), anatomiste, qui fréquenta comme George Huntington le College of Physicians and Surgeons de la ville de New York.